# Euptilon arizonense
Euptilon arizonense är en insektsart som först beskrevs av Banks 1935.  Euptilon arizonense ingår i släktet Euptilon och familjen myrlejonsländor. Inga underarter finns listade i Catalogue of Life.